# Фарнето (Казерта)
Фарнето је насеље у Италији у округу Казерта, региону Кампанија.
Према процени из 2011. у насељу је живело 83 становника. Насеље се налази на надморској висини од 116 м.